# Fantasy-Jahr 1944
Übersicht

◄◄ | ◄ | 1940 | 1941 | 1942 | 1943 | Fantasy-Jahr 1944 | 1945 | 1946 | 1947 | 1948 | ► | ►►

Weitere Ereignisse

## Neuerscheinungen Filme
| Deutscher Titel                 | Deutschsprachiges Erscheinungsjahr | Originaltitel                   | Regie                            | Anmerkungen |
| ------------------------------- | ---------------------------------- | ------------------------------- | -------------------------------- | ----------- |
| Ali Baba und die vierzig Räuber | 1948                               | Ali Baba and the Forty Thieves  | Arthur Lubin                     |             |
|                                 |                                    | The Curse of the Cat People     | Robert Wise, Gunther von Fritsch |             |
|                                 |                                    | Destiny                         | Reginald Le Borg                 |             |
| Das Geisterhotel                |                                    | The Halfway House               | Basil Dearden                    |             |
| Das Gespenst von Canterville    | 1973                               | The Canterville Ghost           | Jules Dassin, Norman Z. McLeod   |             |
|                                 |                                    | Gildersleeve’s Ghost            | Gordon Douglas                   |             |
| Das Geheimnis des Dr. Fletcher  | 1950                               | Jungle Woman                    | Reginald Le Borg                 |             |
| Kismet                          | 1950                               | Kismet                          | William Dieterle                 |             |
| Der kleine Muck                 | -                                  | -                               | Franz Fiedler                    |             |
| Pinky und Curly                 | 1995                               | Once Upon a Time                | Alexander Hall                   |             |
|                                 |                                    | La torre de los siete jorobados | Edgar Neville                    |             |
| Zwischen den Welten             | 1988                               | Between Two Worlds              | Edward A. Blatt                  |             |

## Geboren
- Richard Bowes († 2023)
- Terry Brooks
- Glen Cook
- William Horwood
- Katharine Kerr
- Katherine Kurtz
- Jenny Nimmo